# Joévin Durot
Joévin Durot, né le 25 novembre 1985, est un gardien de but international français de futsal.
Durot commence le football à Faches, déjà comme gardien de but. Au début des années 2000, Joévin découvre le futsal et participe à la montée en puissance de l'AJM Faches-Thumesnil jusqu'en championnat de France. En 2012, il s'exporte en Belgique en 2012. Il y évolue dans un des clubs majeurs de la discipline, le Châtelineau Futsal. Sa première saison réussie, où son équipe remporte toutes les compétitions possibles, le voit être convoqué en équipe de France. Il poursuit à Châtelineau jusqu'en 2016 et remporte plusieurs trophées. Durot rejoint alors le My-Cars Roselies avec qui il continue de disputer le titre de champion belge. Il joue en parallèle au football, aussi comme gardien.
Sur le plan international, Joévin devient international de futsal en 2012. Il fait partie de la sélection française disputant le premier tournoi international de son histoire, l'Euro 2018.

## Biographie

### Enfance et formation
Joévin Durot commence le football à cinq ans au club de Faches. Il devient tout de suite gardien de but et est repéré par le Lille OSC puis le RC Lens, mais refuse de s'éloigner de sa mère avec qui il vit seul. Il poursuit en loisir dans plusieurs clubs locaux et obtient son BTS transport-logistique.

### Découverte du futsal à Fâches (2003-2012)
En 2003, Durot découvre le futsal en loisir. Il finit par créer une équipe avec des amis. Celle-ci progresse jusqu'à atteindre l'ébauche du championnat de France en 2008-2009.
En juin 2009, et seulement après deux saisons dans l'élite régional, l'AJM Faches-Thumesnil remporte le championnat de DH et met fin à l'hégémonie roubaisienne. Durot est le gardien de l'équipe.
Au terme de la saison 2011-2012, Durot est retenu dans la pré-liste de la poule A du championnat de France pour en constituer l'équipe-type. En 2012, Durot joue à la fois en salle à Faches-Thumesnil et également sur herbe dans un club belge à la frontière.

### Professionnel et titré avec Châtelineau (2012-2015)
À l'été 2012, Joévin Durot rejoint le club du Châtelineau Futsal, un des meilleurs clubs de Belgique. Pas un premier choix pour les dirigeants belges, Durot doit succéder à l'idole locale Laercio et sa signature provoque plus d’interrogations que d’enthousiasme. Il signe une année et doit faire ses preuves. Cette visibilité lui permet de devenir international français de futsal,.
Dès la saison 2012-2013, il remporte le grand chelem : Supercoupe de Belgique, Bénécup, Coupe de Belgique et Championnat de Belgique. Il réussit sa première saison au point d'être considéré, en Belgique, comme la révélation de l’année et est nommé pour l’élection du meilleur portier de la saison. Les dirigeants de Châtelineau souhaitent alors lui faire prolonger son contrat.
En début de saison 2013-2014, Durot et son club remporte la Supercoupe belge. Le 2 octobre 2013, Joévin joue sa première rencontre de Coupe de l'UEFA lors du tour principal contre les Roumains de Târgu Mureș. Au terme de l'exercice, Joévin réalise le doublé coupe-championnat en plus de la Benecup et remporte tous les trophées nationaux possibles pour la deuxième année consécutive.
L'exercice 2014-2015 est vierge de titre outre la Benecup et malgré un parcours honorable en coupe d'Europe (en) : deuxième du groupe de tour principal.
En fin de saison, le club fusionne avec l'Action 21 Charleroi et devient le Futsal Team Charleroi.

### Divers clubs belges (2015-2019)
À l'été 2016, Joévin Durot rejoint le My-Cars Roselies.
À l'intersaison 2017, l’AS SNOB Schaerbeek recrute Durot.
En octobre 2017, le gardien revient à Rosalies.
En mai 2018, Durot s'engage avec le Proost Lierse en futsal. En plus de sa pratique en salle, Joévin garde les buts du SC Montignies-sur-Sambre en football.

### FT Antwerpen (depuis 2019)
À l'intersaison 2019, le Français rejoint le Futsal Topsport Antwerpen à Anvers et remporte la Supercoupe avant que le Covid ne coupe la saison.
En janvier 2021, une nouvelle saison blanche est déclarée en championnat belge à cause de la pandémie de Covid-19. Joévin est alors prêté au Mouvaux Lille Métropole Futsal jusqu'à la fin de saison 2020-2021. Pour son premier match avec le leader du championnat de France, il inscrit un but à quelques minutes du terme du match chez le troisième, Sporting Paris, pour une victoire 1-3.
En fin de saison 2022-2023, Joévin subit une rupture des ligaments croisés d'un genou.

### En sélection nationale

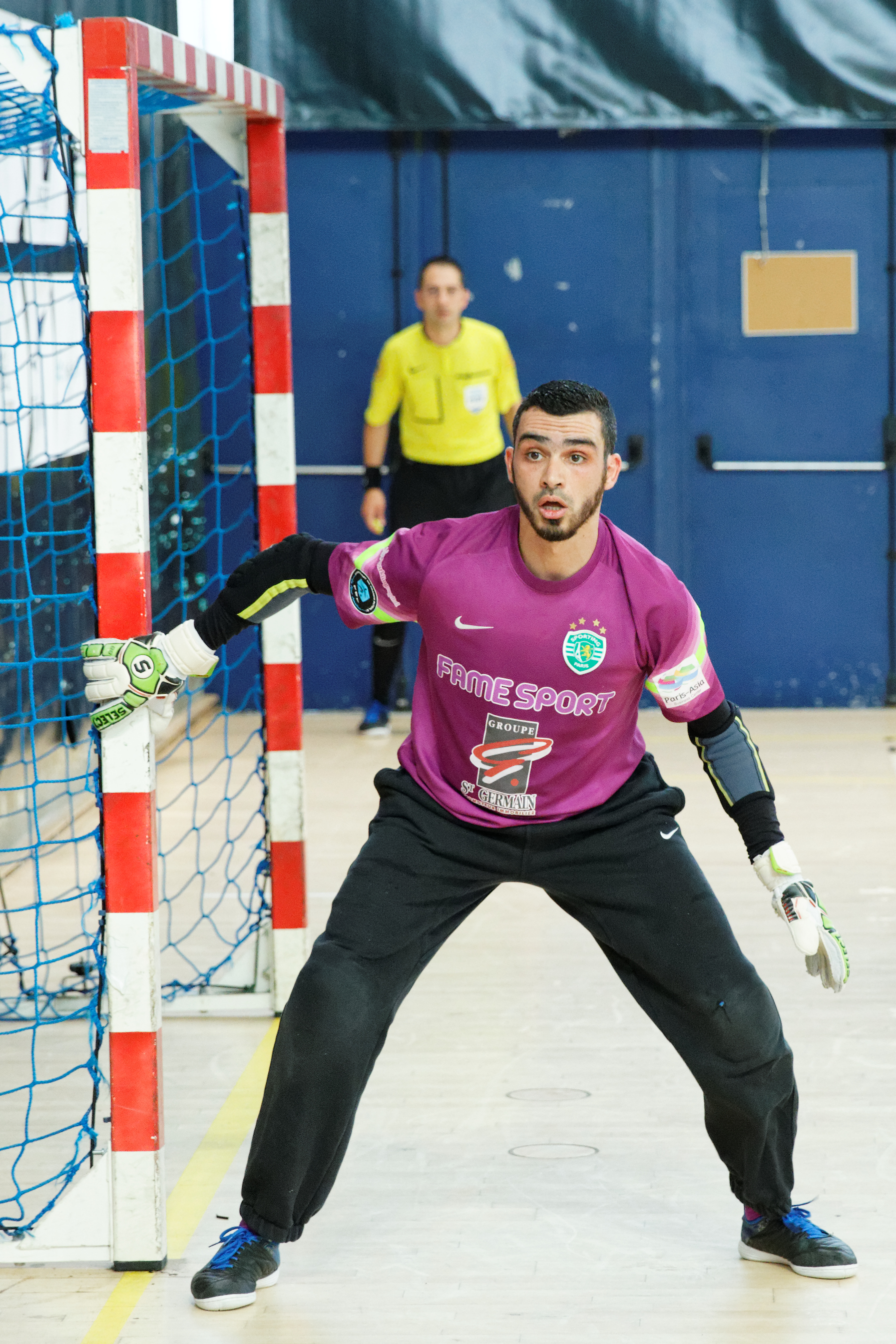
Durot devient progressivement le remplaçant de Djamel Haroun chez les Bleus.

#### Doublure d'Haroun (2012-2021)
Fin mai 2007, alors joueur de Faches, Joévin Durot participe à un stage de détection pour l'équipe de France de futsal au CTNFS Clairefontaine. Il est de nouveau convoqué deux ans plus tard.
En 2012, joueur à l'AJM Faches-Thumesnil, Durot fait de nouveaux une présélection avec l’Équipe de France. Il se souvient en 2021 : « Mon premier contact avec le maillot bleu remonte à 2007. J’ai dû faire cinq ou six présélections avant ma première sélection en 2012 ». Après ses débuts en Belgique avec le Châtelineau Futsal, Durot joue son premier match international le 25 septembre 2012, contre le Maroc (défaite 4-2),. Il déclare : « C’est un véritable honneur et un véritable bonheur d’être appelé en équipe de France. J’ai l’ambition d’y rester le plus longtemps possible ». Il est alors en concurrence avec Djamel Haroun et Yassine Mohammed.
Le 23 janvier 2013, Durot dispute son premier match UEFA avec les Bleus, à l'occasion du tour préliminaire du Championnat d'Europe 2014 contre Saint-Marin (victoire 12-0). Il s'agit de la plus large victoire de l'histoire des Bleus.
Joévin Durot fait partie de toutes les sélections de l'année 2017 et participe à la première qualification de l'équipe de France à un championnat d'Europe. Il débute chaque rencontre sur le banc, en tant que remplaçant du capitaine et plus ancien joueur de la sélection, Djamel Haroun.
En janvier 2018, Joévin fait partie de la première équipe de France à participer à une phase finale de compétition internationale : le Championnat d'Europe 2018. Retenu aux cotés d'Haroun et de Ba El Maarouf Kerroumi, le portier du Futsal My-Cars Roselies est remplaçant lors des deux rencontres contre l'Espagne (4-4) puis l'Azerbaidjan (3-5).
Fin septembre 2020, pour le premier match des Bleus depuis sept mois à cause de la Pandémie de Covid-19, Durot dispute l'intégralité du match amical largement remporté (10-1) contre la Moldavie à Orléans.
En mars 2021, il est titulaire dans les buts français pour une seconde défaite contre la Russie (5-1) en éliminatoires de l'Euro 2022.

#### Éphémère titulaire et absent du premier Mondial (depuis 2021)
À la suite de la retraite de Djamel Haroun et de l'arrêt du sélectionneur Pierre Jacky, Joévin Durot succède dans les buts de la France sous Raphaël Reynaud et des débuts en septembre 2021 contre la Norvège (1-0). En fin d'année, Joévin témoigne : « On va dire que [mon] statut a un petit peu changé du fait que Djamel (Haroun) s’est retiré. (...) Je ne sais pas de quoi l’avenir est fait. J’ai 36 ans. (...) Je ne me voile pas la face, je ne me dis pas que je serai encore dix ans en sélection, je ne me considère pas comme installé ».
Joévin Durot est titulaire dans les cages françaises lors de chacun des quatre matchs du tour principal des qualifications pour la Coupe du monde 2024 en octobre 2022 puis mars 2023. Le mois suivant, Durot (47 sélections) est de la tournée au Maroc.
À la suite de sa rupture de ligament croisé en fin de saison 2022-2023, Durot doit laisser sa place en équipe nationale à Francis Lokoka, sa doublure jusqu'à présent.
À la fin de l'été 2024, Joévin fait partie du stage de préparation pour la Coupe du monde 2024. Il n'est finalement pas retenu dans le groupe au profit de Thibaut Garros, Francis Lokoka et Louis Marquet,.

## Style de jeu
En rejoignant la Belgique en 2012, Joévin Durot développe son jeu au pied et son application sur la première relance, alors que cela parait faire partie de ses forces en France. Il apprend à mieux participer au jeu. Début 2020, Djamel Haroun, gardien n°1 de l'équipe de France, dit de lui qu'il est « un gardien qui anticipe beaucoup, qui sait bien lire les trajectoires, qui sait sortir. Mais aussi un gardien intéressant au pied. C'est l'un des gardiens français les plus complets au niveau du jeu au pied. Pour moi, ce n'est pas un numéro 2, c'est un numéro 1 bis ». Cet aspect est mis en avant en 2021 par son collègue en équipe de France Djamel Haroun : « Je suis fasciné par ce qu’il peut faire avec un ballon ».

## Palmarès
Joévin Durot construit son palmarès en Belgique : trois titres de champion, autant de Coupes belges, deux Supercoupes et deux BeNeCup.
- Championnat de Belgique (3)
  - Champion : 2011, 2013 et 2014 avec Châtelineau
  - Vice-champion : 2012 avec Châtelineau
- Coupe de Belgique (3)
  - Vainqueur : 2012, 2013 et 2014 avec Châtelineau
- BeNeCup (2)[31]
  - Vainqueur : 2013 et 2015 avec Châtelineau
- Supercoupe de Belgique (3)
  - Vainqueur : 2012 et 2013 avec Châtelineau, 2019 avec Anvers
- Coupe de l'UEFA
  - Meilleur parcours : Tour Élite en 2011-2012 et 2014-2015 avec Châtelineau